# Centroplacaceae
Centroplacaceae Doweld & Reveal è una famiglia di piante angiosperme dell'ordine Malpighiales.

## Tassonomia
La famiglia comprende i seguenti generi:
- Bhesa Buch.-Ham. ex Arn.
- Centroplacus Pierre